# Walentin Kupcow
Walentin Aleksandrowicz Kupcow (ros. Валенти́н Алекса́ндрович Купцо́в, ur. 4 grudnia 1937 we wsi Mindiukino w rejonie czerepowieckim w guberni wołogodzkiej) – radziecki i rosyjski polityk komunistyczny, I zastępca przewodniczącego KC Komunistycznej Partii Federacji Rosyjskiej (1993–2004), deputowany Dumy Państwowej Federacji Rosyjskiej od II do V kadencji (1995–2011), zastępca przewodniczącego Dumy Państwowej Federacji Rosyjskiej IV kadencji (2003–2007).

## Życiorys
Początkowo pracował w kołchozie, w latach 1956–1958 służył w Armii Radzieckiej, później pracował w fabryce metalurgicznej w Czerepowcu. 1966 zaocznie ukończył Północno-Zachodni Instytut Politechniczny, od 1966 członek KPZR, sekretarz komórki partyjnej i zastępca sekretarza fabrycznego komitetu partyjnego. W latach 1974–1979 I sekretarz Komitetu Miejskiego KPZR w Czerepowcu, od 20 lipca 1985 do 11 kwietnia 1990 I sekretarz Komitetu Obwodowego KPZR w Wołogdzie, równocześnie w marcu-kwietniu 1990 przewodniczący Wołogodzkiej Rady Obwodowej. W 1988 ukończył Leningradzką Wyższą Szkołę Partyjną. Wiosną 1989 wybrany deputowanym ludowym ZSRR, 1989–1990 członek Rosyjskiego Biura KC KPZR, od 14 lipca 1990 do 24 sierpnia 1991 sekretarz KC KPZR, od 6 do 24 sierpnia 1991 I sekretarz KC Komunistycznej Partii Rosyjskiej Federacyjnej Socjalistycznej Republiki Radzieckiej. Po dekrecie Prezydenta Rosji Borysa Jelcyna zakazującym działalności KPZR na terenie Rosji podjął działalność w nowo powstałej Komunistycznej Partii Federacji Rosyjskiej; od 20 marca 1993 do 30 listopada 2008 był członkiem jej Prezydium KC i równocześnie od marca 1993 do lipca 2004 I zastępcą przewodniczącego KC tej partii. 17 grudnia 1995 wybrany deputowanym Dumy Państwowej Federacji Rosyjskiej; w 1999, 2003 i 2007 wybierany ponownie. W latach 2003–2007 był zastępcą przewodniczącego Dumy Państwowej.

## Odznaczenia
- Order Przyjaźni
- Order Lenina (3 grudnia 1987)
- Order Czerwonego Sztandaru Pracy (dwukrotnie)
- Order „Znak Honoru”
- Medal „Za pracowniczą dzielność”